# 1 500 mètres féminin aux championnats du monde d'athlétisme en salle 2016
Pour un article plus général, voir Championnats du monde d'athlétisme en salle 2016.
Navigation
2014 2018
Le 1 500 mètres féminin des championnats du monde en salle 2016 s'est déroulé les 18 et 19 mars 2016 à Portland, aux États-Unis.

## Faits marquants
En l'absence de Genzebe Dibaba, inscrite sur 3 000 m, l'Éthiopienne Dawit Seyaum et la Néerlandaise Sifan Hassan se positionnent en favorites et remportent chacune sa série.
En finale, l'Australienne Melissa Duncan mène détachée les premiers tours, avant d'être rejointe aux 800 m par Sifan Hassan et le peloton. La Néerlandaise prend la tête et accélère, et résiste jusqu'au bout aux attaques de Seyaum, parcourant les 300 derniers mètres en 45 s 70. Le podium est complété par une autre Éthiopienne, Gudaf Tsegay.

## Meilleures performances mondiales en 2016
Les meilleures performances mondiales en 2016 avant les Championnats du monde en salle sont :
|   | Athlète         | Pays       | Marque        | Lieu      | Date            |
| - | --------------- | ---------- | ------------- | --------- | --------------- |
| 1 | Genzebe Dibaba  | Éthiopie   | 3 min 56 s 46 | Stockholm | 17 février 2016 |
| 2 | Dawit Seyaum    | Éthiopie   | 4 min 00 s 28 | Boston    | 28 février 2016 |
| 3 | Sifan Hassan    | Pays-Bas   | 4 min 01 s 40 | Glasgow   | 20 février 2016 |
| 4 | Gudaf Tsegay    | Éthiopie   | 4 min 01 s 81 | Glasgow   | 20 février 2016 |
| 5 | Brenda Martinez | États-Unis | 4 min 04 s 58 | Boston    | 14 février 2016 |

## Médaillées
| Or           | Argent       | Bronze       |
| Sifan Hassan | Dawit Seyaum | Gudaf Tsegay |

## Résultats

### Finale
| Rang               | Athlète              | Nationalité | Temps         | Notes |
| ------------------ | -------------------- | ----------- | ------------- | ----- |
| Médaille d'or      | Sifan Hassan         | Pays-Bas    | 4 min 04 s 96 |       |
| Médaille d'argent  | Dawit Seyaum         | Éthiopie    | 4 min 05 s 30 |       |
| Médaille de bronze | Gudaf Tsegay         | Éthiopie    | 4 min 05 s 71 |       |
| 4                  | Axumawit Embaye      | Éthiopie    | 4 min 09 s 37 |       |
| 5                  | Brenda Martinez      | États-Unis  | 4 min 09 s 57 |       |
| 6                  | Melissa Duncan       | Australie   | 4 min 09 s 69 |       |
| 7                  | Renata Pliś          | Pologne     | 4 min 10 s 14 |       |
| 8                  | Violah Cheptoo Lagat | Kenya       | 4 min 10 s 45 | SB    |
| 9                  | Danuta Urbanik       | Pologne     | 4 min 12 s 59 |       |

### Séries
Qualification : Les 3 premières (Q) et les 3 meilleurs temps (q) sont qualifiées pour la finale.
| Rang | Série | Nom                  | Nationalité | Temps         | Notes |
| ---- | ----- | -------------------- | ----------- | ------------- | ----- |
| 1    | 2     | Sifan Hassan         | Pays-Bas    | 4 min 07 s 28 | Q     |
| 2    | 2     | Gudaf Tsegay         | Éthiopie    | 4 min 07 s 98 | Q     |
| 3    | 1     | Dawit Seyaum         | Éthiopie    | 4 min 09 s 05 | Q     |
| 4    | 2     | Danuta Urbanik       | Pologne     | 4 min 09 s 41 | Q, SB |
| 5    | 1     | Axumawit Embaye      | Éthiopie    | 4 min 09 s 43 | Q     |
| 6    | 1     | Brenda Martinez      | États-Unis  | 4 min 09 s 75 | Q     |
| 7    | 2     | Melissa Duncan       | Australie   | 4 min 10 s 40 | q     |
| 8    | 1     | Renata Pliś          | Pologne     | 4 min 10 s 44 | q     |
| 9    | 1     | Violah Cheptoo Lagat | Kenya       | 4 min 10 s 77 | q, SB |
| 10   | 1     | Rababe Arafi         | Maroc       | 4 min 10 s 82 |       |
| 11   | 1     | Kristiina Mäki       | Tchéquie    | 4 min 11 s 28 | PB    |
| 12   | 2     | Gabriela Stafford    | Canada      | 4 min 11 s 46 | SB    |
| 13   | 2     | Cory McGee           | États-Unis  | 4 min 11 s 62 |       |
| 14   | 1     | Sarah Lahti          | Suède       | 4 min 11 s 68 | PB    |
| 15   | 2     | Claudia Bobocea      | Roumanie    | 4 min 12 s 38 |       |
| 16   | 2     | Luiza Gega           | Albanie     | 4 min 16 s 12 |       |
| 17   | 1     | Rose-Anne Galligan   | Irlande     | 4 min 16 s 84 |       |
| 18   | 1     | Nicole Sifuentes     | Canada      | 4 min 17 s 24 | SB    |
| 19   | 2     | Beatha Nishimwe      | Rwanda      | 4 min 19 s 39 | NIR   |
| 20   | 2     | Tamara Armoush       | Jordanie    | 4 min 37 s 61 | NIR   |

Records et Performances
- AR : Record continental (area record)
- CR : Record des championnats (championship record)
- MR : Record du meeting (meet record)
- NR : Record national (national record)
- OR : Record olympique (olympic record)
- PR : Record paralympique (paralympic record)
- PB : Record personnel (personal best)
- SB : Meilleure performance personnelle de la saison (season's best)
- WL : Meilleure performance mondiale de l'année (world leader)
- WJR : Record du monde junior (world junior record)
- WR : Record du monde (world record)

Circonstances et Conditions
- DNF : N'a pas terminé (did not finish)
- DNS : N'a pas pris le départ (did not start)
- DQ : Disqualification (disqualification)
- NM : Aucun essai valable enregistré (No Mark)
- Q : Qualifié « directement » au prochain tour (ou à la prochaine compétition), lors d'une compétition majeure, grâce au classement ou à la réalisation des minima (automatic qualifier)
- q : Qualifié au prochain tour (ou à la prochaine compétition), lors d'une compétition majeure, grâce au repêchage ou à la réalisation de l'une des meilleures performances parmi celles des « non qualifiés directement » (grâce au meilleur temps ou à la meilleure distance par exemple) (secondary qualifier)